# Eccellenza 1963-1964 (rugby a 15)
L’Eccellenza 1963-64 fu il 34º campionato nazionale italiano di rugby a 15 di prima divisione.
Si tenne dal 7 ottobre 1963 al 3 maggio 1964 tra 12 squadre con la formula del girone unico, e fu il primo nella storia di tale competizione a essersi risolto con due squadre prime a pari merito; esso vide infatti appaiate al primo posto il Rovigo e il Parma e il titolo andò ai veneti per via del regolamento che assegnava precedenza alla squadra con il miglior quoziente mete fatte-subite.
Il Rovigo si aggiudicò quindi il suo 7º titolo, terzo consecutivo.
L'Esercito, risalito in Eccellenza la stagione precedente, retrocesse di nuovo, e insieme ad esso scese in categoria inferiore L’Aquila.
Sul piano delle sponsorizzazioni, si segnala l'Amatori Milano che per la prima volta abbinò il suo nome a un marchio commerciale, quello dell'industria di manufatti elettronici milanese GBC, e il Treviso, che si legò al nome dell'industria di vernici Metalcrom, marchio che accompagnò il club veneto fino all'acquisizione, quindici anni più tardi, da parte del gruppo Benetton.

## Squadre partecipanti
- Amatori Milano (sponsorizzata GBC)
- L’Aquila
- CUS Genova (sponsorizzata Italsider)
- CUS Roma (sponsorizzata Ignis)
- Esercito (Napoli)
- Fiamme Oro (Padova)

- Milano Diavoli
- Parma
- Partenope (Napoli)
- Petrarca
- Rovigo
- Treviso (sponsorizzata Metalcrom)

## Risultati
|     | 1ª/12ª giornata           |      |
| --- | ------------------------- | ---- |
| 9-6 | Rovigo - L'Aquila         | 3-3  |
| 0-9 | Partenope - Fiamme Oro    | 8-3  |
| 9-6 | Petrarca - Treviso        | 9-6  |
| 3-3 | CUS Roma - Amatori Milano | 3-3  |
| 6-0 | Milano Diavoli - Esercito | 8-16 |
| 3-8 | CUS Genova - Parma        | 5-13 |
|     |                           |      |

|      | 4ª/15ª giornata                 |      |
| ---- | ------------------------------- | ---- |
| 13-9 | Fiamme Oro - Treviso            | 0-3  |
| 8-0  | Partenope - CUS Roma            | 13-3 |
| 16-9 | Petrarca - Esercito             | 6-14 |
| 9-6  | Parma - L'Aquila                | 3-12 |
| 3-3  | Amatori Milano - Milano Diavoli | 13-8 |
| 0-0  | CUS Genova - Rovigo             | 3-22 |
|      |                                 |      |

|       | 7ª/18ª giornata             |       |
| ----- | --------------------------- | ----- |
| 17-14 | Rovigo - Fiamme Oro         | 9-3   |
| 0-0   | Petrarca - CUS Roma         | 6-34  |
| 13-11 | Parma - Amatori Milano      | 5-0   |
| 19-6  | Milano Diavoli - CUS Genova | 3-6   |
| 5-8   | Esercito - L'Aquila         | 10-11 |
| 3-0   | Treviso - Partenope         | 5-11  |
|       |                             |       |

|      | 10ª/21ª giornata          |      |
| ---- | ------------------------- | ---- |
| 12-5 | Rovigo - Esercito         | 11-9 |
| 12-3 | Fiamme Oro - CUS Roma     | 0-0  |
| 18-0 | Partenope - CUS Genova    | 6-6  |
| 3-3  | L'Aquila - Amatori Milano | 3-27 |
| 6-8  | Treviso - Milano Diavoli  | 5-0  |
| 16-6 | Parma - Petrarca          | 0-11 |

|       | 2ª/13ª giornata            |       |
| ----- | -------------------------- | ----- |
| 8-3   | Milano Diavoli - Petrarca  | 6-18  |
| 19-6  | Amatori Milano - Partenope | 11-14 |
| 3-21  | Esercito - Fiamme Oro      | 6-6   |
| 3-8   | Treviso - Rovigo           | 9-14  |
| 11-11 | CUS Roma - Parma           | 0-11  |
| 9-9   | L'Aquila - CUS Genova      | 0-3   |
|       |                            |       |

|      | 5ª/16ª giornata             |      |
| ---- | --------------------------- | ---- |
| 12-0 | Rovigo - Partenope          | 0-12 |
| 3-11 | Milano Diavoli - Fiamme Oro | 13-6 |
| 8-10 | Treviso - Parma             | 3-3  |
| 3-6  | Esercito - Amatori Milano   | 9-26 |
| 0-0  | CUS Roma - CUS Genova       | 0-6  |
| 0-11 | L'Aquila - Petrarca         | 8-17 |
|      |                             |      |

|      | 8ª/19ª giornata            |      |
| ---- | -------------------------- | ---- |
| 11-5 | Parma - Rovigo             | 9-11 |
| 8-0  | Partenope - Milano Diavoli | 5-11 |
| 16-9 | Fiamme Oro - L'Aquila      | 6-17 |
| 9-6  | CUS Roma - Treviso         | 0-13 |
| 3-3  | Amatori Milano - Petrarca  | 0-5  |
| 0-0  | CUS Genova - Esercito      | 6-9  |
|      |                            |      |

|       | 11ª/22ª giornata            |      |
| ----- | --------------------------- | ---- |
| 16-12 | Partenope - Parma           | 3-9  |
| 6-3   | Rovigo - Petrarca           | 8-3  |
| 8-8   | Fiamme Oro - Amatori Milano | 6-0  |
| 8-0   | Milano Diavoli - L'Aquila   | 5-15 |
| 0-3   | CUS Genova - Treviso        | 0-11 |
| 3-9   | Esercito - CUS Roma         | 3-9  |

|      | 3ª/14ª giornata             |       |
| ---- | --------------------------- | ----- |
| 14-0 | Rovigo - CUS Roma           | 0-3   |
| 9-12 | Petrarca - Fiamme Oro       | 6-12  |
| 6-16 | L'Aquila - Partenope        | 0-6   |
| 14-8 | Parma - Milano Diavoli      | 18-11 |
| 12-5 | Amatori Milano - CUS Genova | 6-3   |
| 5-3  | Treviso - Esercito          | 10-19 |
|      |                             |       |

|       | 6ª/17ª giornata           |      |
| ----- | ------------------------- | ---- |
| 0-0   | Amatori Milano - Rovigo   | 9-16 |
| 9-12  | Fiamme Oro - Parma        | 3-8  |
| 16-3  | Partenope - Esercito      | 21-6 |
| 14-11 | CUS Roma - Milano Diavoli | 8-3  |
| 9-6   | L'Aquila - Treviso        | 3-16 |
| 6-8   | CUS Genova - Petrarca     | 3-0  |
|       |                           |      |

|      | 9ª/20ª giornata          |      |
| ---- | ------------------------ | ---- |
| 10-3 | Milano Diavoli - Rovigo  | 0-12 |
| 0-0  | Amatori Milano - Treviso | 0-13 |
| 5-8  | Petrarca - Partenope     | 3-20 |
| 6-6  | CUS Genova - Fiamme Oro  | 5-3  |
| 3-8  | Esercito - Parma         | 3-3  |
| 13-3 | CUS Roma - L'Aquila      | 3-3  |

## Classifica
|               |     | Squadra        | G  | V  | N | P  | PF  | PS  | Pt |
| ------------- | --- | -------------- | -- | -- | - | -- | --- | --- | -- |
|               | 1.  | Rovigo         | 22 | 15 | 3 | 4  | 192 | 115 | 33 |
|               | 2.  | Parma          | 22 | 15 | 3 | 4  | 206 | 148 | 33 |
|               | 3.  | Partenope      | 22 | 15 | 1 | 6  | 218 | 136 | 31 |
|               | 4.  | Amatori Milano | 22 | 8  | 7 | 7  | 169 | 132 | 23 |
|               | 5.  | Fiamme Oro     | 22 | 9  | 4 | 9  | 175 | 148 | 22 |
|               | 6.  | CUS Roma       | 22 | 7  | 8 | 7  | 119 | 129 | 22 |
|               | 7.  | Treviso        | 22 | 9  | 3 | 10 | 146 | 122 | 21 |
|               | 8.  | Petrarca       | 22 | 9  | 1 | 12 | 157 | 191 | 19 |
|               | 9.  | Milano Diavoli | 22 | 8  | 1 | 13 | 162 | 193 | 17 |
|               | 10. | CUS Genova     | 22 | 6  | 5 | 11 | 90  | 156 | 17 |
| Retrocessione | 11. | L’Aquila       | 22 | 6  | 4 | 12 | 128 | 200 | 16 |
| Retrocessione | 12. | Esercito       | 22 | 4  | 2 | 16 | 141 | 233 | 10 |

## Verdetti
- Rovigo: campione d'Italia
- L’Aquila, Esercito: retrocesse in serie B